# Djupvattnet, Ångermanland
Djupvattnet är en sjö i Kramfors kommun i Ångermanland och ingår i Nätraån-Ångermanälvens kustområde. Sjön är 18,5 meter djup, har en yta på 0,067 kvadratkilometer och är belägen 185,2 meter över havet. Sjön avvattnas av vattendraget Backeån. Vid provfiske har abborre, gers, gädda och mört fångats i sjön.

## Delavrinningsområde
Djupvattnet ingår i det delavrinningsområde (700394-161814) som SMHI kallar för Utloppet av Djupvattnet. Medelhöjden är 264 meter över havet och ytan är 5,22 kvadratkilometer. Det finns inga avrinningsområden uppströms utan avrinningsområdet är högsta punkten. Backeån som avvattnar avrinningsområdet har biflödesordning 2, vilket innebär att vattnet flödar genom totalt 2 vattendrag innan det når havet efter 14 kilometer. Avrinningsområdet består mestadels av skog (94 procent). Avrinningsområdet har 0,07 kvadratkilometer vattenytor vilket ger det en sjöprocent på 1,3 procent.